# بعثة أمندسن

الطرق المؤدية إلى القطب الجنوبي التي اتخذتها سكوت (الخضراء) وأموندسن (الحمراء)، 1911-1912

بعثة أمندسن إلى القطب الجنوبي هي أول بعثة تقوم بها النرويج إلى القطب الجنوبي وقاد الحملة الأولى التي وصلت إلى القطب الجنوبي الجغرافي المستكشف النرويجي روال أموندسن. هو وأربعة آخرين وصلوا إلى القطب في 14 ديسمبر 1911، قبل خمسة أسابيع من وصول بعثة تيرا نوفا البريطانية بقيادة روبرت فالكون سكوت. عاد أموندسن وفريقه بسلام إلى موطنهم، في حين أن سكوت ورفاقه ماتوا في طريق العودة.

## لمحة عامة

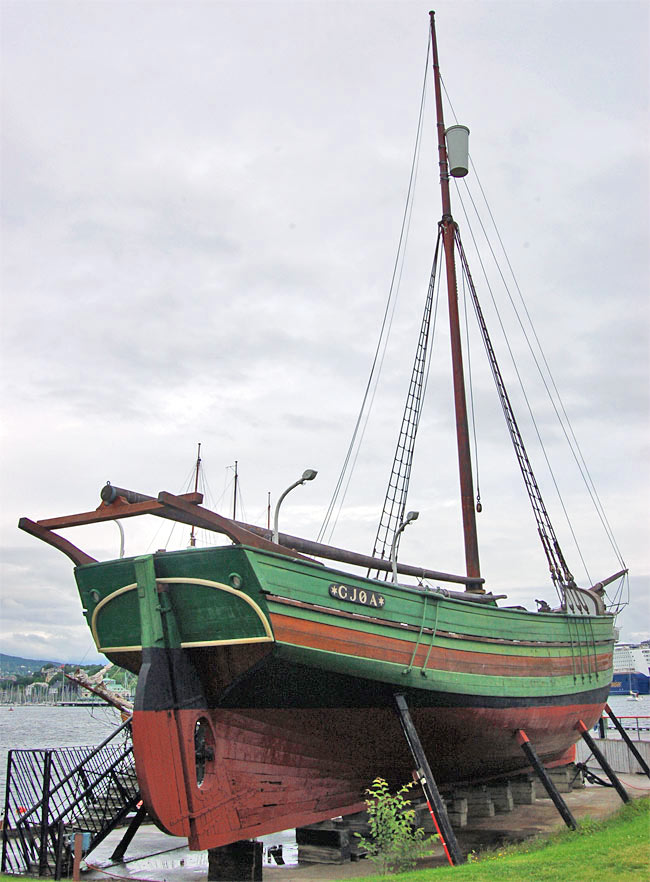
سفينة "Gjøa"، السفينة الشراعية الصغيرة التي شقّ عبرها أمندسن وطاقمه الممر الشمالي الغربي، 1903–1906

ولد أمندسن في عام 1872 في مدينة فريدريكستاد التي تبعد 80 كم عن كريستيانيا (أوسلو حاليًا)، وكان والده مالكًا لإحدى السفن. في عام 1893، ترك دراسة الطب في جامعة كريستيانيا والتحق بطاقم سفينة لصيد الفقمة كانت متجهة في طريق القطب الجنوبي. وبعد بضعة رحلات، تحوّل من بحار من الدرجة الأولى (seaman) إلى بحار من الدرجة الثانية (second mate)، وفي الوقت الذي كان يمضيه في بلده كان يمارس رياضة التزلج على الجليد بكثرة خاصةً في منطقة Hardengervidda في النرويج والمعروفة بتضاريسها الجغرافية والمناخية الصعبة على المتزلجين. وفي عام 1896 وبعد تحمسه واستلهامه من رحلات مواطنه فريتيوف نانسين، انضم أمندسن إلى البعثة البلجيكية للقطب الجنوبي كبحار (mate) على متن السفينة بيلجيكا تحت قيادة البارون أدريان دي جيرلاش. في مطلع عام 1898 علقت السفينة بين الثلوج في بحر بلنغهاوزن وبقيت عالقة لما يقرب من عام كامل. ومع هذا الجنوح غير المقصود، أصبحت السفينة أول سفينة تقضي فصل الشتاء كاملاً في مياه القطب الجنوبي، وهي فترة تعرض فيها الطاقم إلى جوع شديد وحالة معنوية بالغة السوء. إلا أن أمندسن حافظ على هدوءه وتمكن من تسجيل كل ما مر به خلال الرحلة فيما يتعلق باستكشاف الطريق الجديد وتحديد ما يتعلق بحاجة الغذاء والمؤن لقطع الرحلة مستقبلاً.
كانت رحلة سفينة بلجيكا بداية ما أصبح يعرف بعصر البطولات لاستكشاف القطب الجنوبي، والذي شهد تسارعًا وزيادة في الرحلات الاستكشافية صوب القطب الجنوبي والتي شملت رحلات من المملكة المتحدة والسويد وألمانيا وفرنسا.

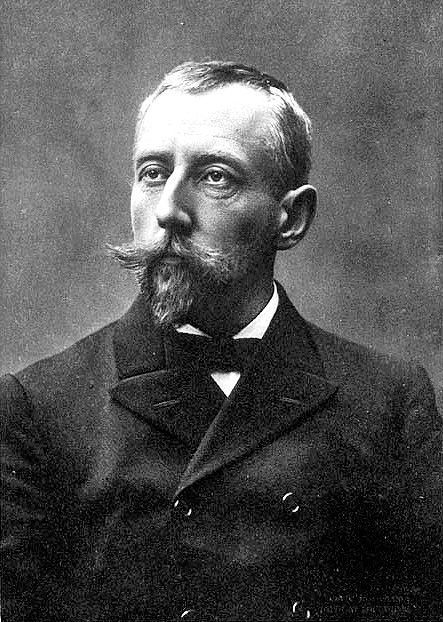
روألد أمندسن قائد البعثة

## مابعد الرحلة
في هوبارت، تلقى برقيات تهنئة أموندسن ورفاقه، من بين أمور أخرى، الرئيس الأميركي السابق ثيودور روزفلت والملك جورج الخامس من إنجلترا. أعرب الملك على متعته بإنجازات الرحلة خاصة أن ميناء أموندسن الأولى من نوعه عند عودته كان في التربة في الإمبراطورية البريطانية. في النرويج الأخبار معلنة في عناوين لافتة، ونقل جوا العلم الوطني في جميع أنحاء البلاد. تلقى جميع المشاركين في الحملة القطب الجنوبي النرويجي الميدالياتز.

## وصلات خارجية
- خريطة رحلات القطب الجنوبي لأمندسن وسكوت من متحف فرام (Frammuseet)
- القطب الجنوبي: حساب للبعثة النرويجية في القطب الجنوبي في الإطار في أرشيف الإنترنت وكتب غوغل (كتب ممسوحة ضوئيًا، إصدارات أصلية ملونة مصورة)
- Roald Amundsens dagbok fra hans Sørpolen-ekspedisjon ( مذكرات روال أمندسن خلال رحلته للقطب الجنوبي) (بالنرويجية)